# 南47線
 南47線，「佳里興～後營」線，是位於臺南市的一條區道，北起臺南市佳里區佳化里佳里興，南至臺南市西港區後營、營西兩里處，合稱為「後營」，全長 6.453 公里。

## 行經行政區域
臺南市
- 佳里區：
- 麻豆區：允居橋至金砂橋段
- 西港區

## 沿線景點及寺廟
- 南47線沿線：
  - 佳里區：
  - 麻豆區：（無）
  - 西港區：

## 連接道路
- 南47線沿線可連接以下公路：
  - 市道173號
  - 市道176號（子良廟路段，短暫共線）
  - 南24線（本區道起點）
  - 南45線（鄰近本區道終點，經由市道173號後營路段連接）
  - 南51線（鄰近本區道起點）